# Yehia El-Deraa
Yehia El-Deraa (en arabe : يحيي الدرع), né le 17 juillet 1995 au Caire, est un handballeur international égyptien évoluant au poste d'arrière gauche. 

## Biographie
Il est le frère du handballeur Seif El-Deraa.

## Palmarès

### Club
Compétitions internationales
- Vainqueur de la Ligue des champions d'Afrique (3) : 2018, 2019
- Vainqueur de la Supercoupe d'Afrique (2) : 2018, 2019

Compétitions régionales
- Vainqueur de la Ligue SEHA (1) : 2022

Compétitions nationales
- Vainqueur du Championnat d'Égypte (4) : 2017, 2019, 2020, 2021
- Vainqueur de la Coupe de Hongrie (2) :  2023 , 2024
- Vainqueur du Championnat de Hongrie (1) :  2023

### Sélection nationale
Championnats du monde
- 14e place au Championnat du monde 2017
- 13e place au Championnat du monde 2017
- 8e place au Championnat du monde 2019
- 7e place au Championnat du monde 2021

Jeux olympiques
- 9e place aux Jeux olympiques 2016
- 4e place aux Jeux olympiques 2020

Championnat d'Afrique des nations
- Finaliste au Championnat d'Afrique des nations 2018
- Vainqueur au Championnat d'Afrique des nations 2020

### Distinctions
- Meilleur joueur du Championnat d'Afrique des nations 2020
- Meilleur joueur du  Championnat d'Afrique des nations 2022
- Meilleur arrière gauche du Championnat d'Afrique des nations 2024